# John Colicos
John Colicos (10 décembre 1928 - 6 mars 2000) est un acteur canadien.

## Biographie
Il est né à Toronto au Canada.
Il se passionne pour le théâtre très jeune, lors de ses études au lycée.
Il se marie en 1956 à un mannequin, Mona Harris, avec qui il aura deux fils, Edmund et Nicholas. Ils resteront mariés pendant 25 ans.
En 1967, il joua le rôle du premier Klingon qui fit son apparition dans la série télévisée Star Trek.
En 1978, il joua le rôle du méchant Baltar dans la série Battlestar Galactica. 
Il est décédé le 6 mars 2000, à Toronto, victime d'une série de crises cardiaques.

## Filmographie

### Cinéma
- 1953 : Sa dernière mission (Appointment in London) de Philip Leacock
- 1955 : Breakaway d'Henry Cass : le premier kidnappeur
- 1957 : Les Tambours de la guerre (War Drums) de Reginald Le Borg : Chino
- 1969 : Anne des mille jours (Anne of a Thousand Days) de Charles Jarrott : Thomas Cromwell
- 1971 : Le Cinquième Commando d'Henry Hathaway : Le sergent major Allan MacKenzie
- 1971 : Femmes de médecins (Doctors' Wives) de George Schaefer : Dr. Mort Dellman
- 1972 : La Colère de Dieu (The Wrath of God) de Ralph Nelson : Colonel Santilla
- 1973 : Scorpio de Michael Winner : McLeod
- 1976 : Coup de sang (Breaking Point) de Bob Clark : Vincent Karbone
- 1976 : L'Enfer des mandingos (Drum) de Steve Carver : Bernard DeMarigny
- 1978 : Galactica : La Bataille de l'espace (Battlestar Galactica) de Richard A. Colla : Comte Baltar
- 1979 : King Solomon's Treasure d'Alvin Rakoff : Allan Quatermain
- 1980 : Phobia de John Huston : Barnes
- 1980 : L'Enfant du diable (The Changeling) de Peter Medak : Le capitaine DeWitt
- 1981 : Le facteur sonne toujours deux fois (The Postman Always Rings Twice) de Bob Rafelson : Nick Papadakis
- 1987 : Nowhere to Hide de Mario Azzopardi : Le général Howard
- 1988 : Shadow Dancing de Lewis Furey : Anthony Podopolis
- 1995 : Intervention immédiate (No Contest) de Paul Lynch : Le sénateur Donald Wilson

### Télévision
- 1967 : Star Trek, série originale (saison 1, épisode 27) : Les arbitres du cosmos : Kor
- 1977 : Wonder Woman (Série TV - Saison 2) : Ambassadeur Orrick
- 1978 : Galactica (série TV) : Baltar
- 1978 : Drôles de dames (série TV - saison 3) : Anton Karanza
- 1984 : Les deux font la paire (série TV - Saison 2) : Ilya Kreschenko
- 1988 - 1990 : War of the Worlds : Quinn
- 1994 : Star Trek : Deep Space Nine (série TV) : Kor (Saison 2, épisode 19 Le pacte de sang)
- 1996 : The Sentinel (série TV - Saison 2) : Serge

## Dernière apparition dans une production filmée
- 1999 : Battlestar Galactica: The Second Coming (en), (épisode pilote produit par l'acteur Richard Hatch). John Colicos reprend le rôle de Baltar. Il décède en 2000. Cette série devait être la continuité de la série Battlestar Galactica produite en 1978 par Glen A. Larson. Cependant, Universal Pictures décide de produire un "remake" de la série.